# Colmano
Colmano  è un nome proprio di persona italiano maschile.

## Varianti
- Maschili: Colomano, Colomanno[1], Colmanno
- Femminili: Colmana[1], Colomana, Colomanna[1], Colmanna

### Varianti in altre lingue
- Ceco: Koloman
- Inglese: Coleman[2]
- Irlandese: Colmán[2][3], Coleman[2]
- Latino: Colomannus
- Rumeno: Coloman
- Slovacco: Koloman[2]
- Tedesco: Kolman[2], Koloman[2]

## Origine e diffusione
Deriva dal nome irlandese Colmán che, analogamente a Colombano, deriva dal nome latino Columba: si tratterebbe, per la precisione, di un diminutivo di Colm, la forma irlandese di Columba. Non si escludono tuttavia origini germaniche, dalla radice col-, "fonte".
Il nome Colmán venne portato da un vasto numero di santi irlandesi, giungendo tramite le loro agiografie nelle varie forme italiane (lingua in cui, però, gode di scarsa diffusione). La forma tedesca e slovacca Koloman viene sovente confusa con il nome ungherese Kálmán, che ha però origine differente.

## Onomastico
L'onomastico può essere festeggiato in memoria di più santi, alle date seguenti:
- 23 gennaio, san Colmano, abate e vescovo di Lismore[6]
- 18 febbraio, san Colmano, abate di Lindisfarne e vescovo di Durham[6]
- 5 marzo, san Colmano di Armagh, discepolo di san Patrizio[6]
- 15 maggio, san Colmano Mc O'Laoighse, abate a Oughaval (presso Port Laoise)[6]
- 6 giugno, san Colmano o Colmoco, vescovo delle Orcadi[6][7]
- 7 giugno, san Colmano, abate di Muckmore e poi abate e vescovo di Dromore[7]
- 16 giugno, san Colmano McRhoi, abate a Reachrain sull'isola di Lambay[6]
- 8 luglio, san Colmano, sacerdote, martire con i santi Totnano e Chiliano a Würzburg[6]
- 17 luglio, san Colmano, pellegrino e martire a Stockerau[6][7]
- 26 settembre, san Colmano di Elo, fondatore di vari monasteri presso Linally e Muckamore (Irlanda)[6]
- 17 ottobre, san Colmano, abate e vescovo di Kilroot[6]
- 27 ottobre, san Colmano, abate di Senboth-Fola, presso Ferns[6]
- 27 ottobre, san Colmano, abate di Templeshambo, presso Enniscorthy[6]
- 29 ottobre, san Colmano, eremita, poi abate e vescovo di Kilmacduagh[6][7]
- 24 novembre, san Colomano, vescovo di Cloyne[6][7]
- 12 dicembre, san Colmano, abate di Clonard[6]
- 12 dicembre, san Colmano, abate di Glendalough[6]

## Persone

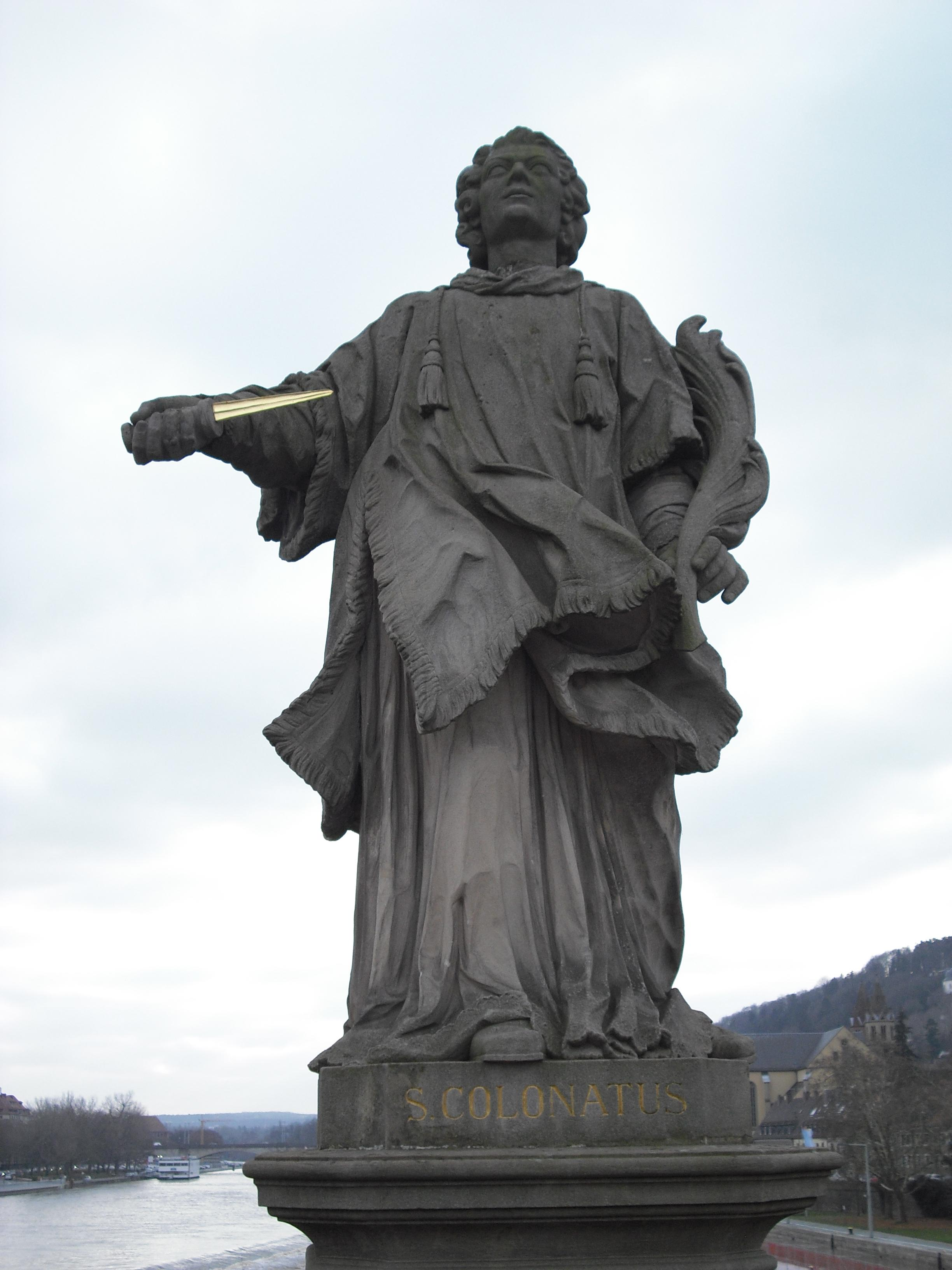
Colomano di Würzburg

- Colmano di Kilmacduagh, abate, vescovo e santo irlandese

### Variante Colomano
- Colomano di Cloyne, vescovo e santo irlandese
- Colomano di Lindisfarne, abate, vescovo e santo irlandese
- Colomano di Würzburg, presbitero e santo irlandese

### Variante Coleman

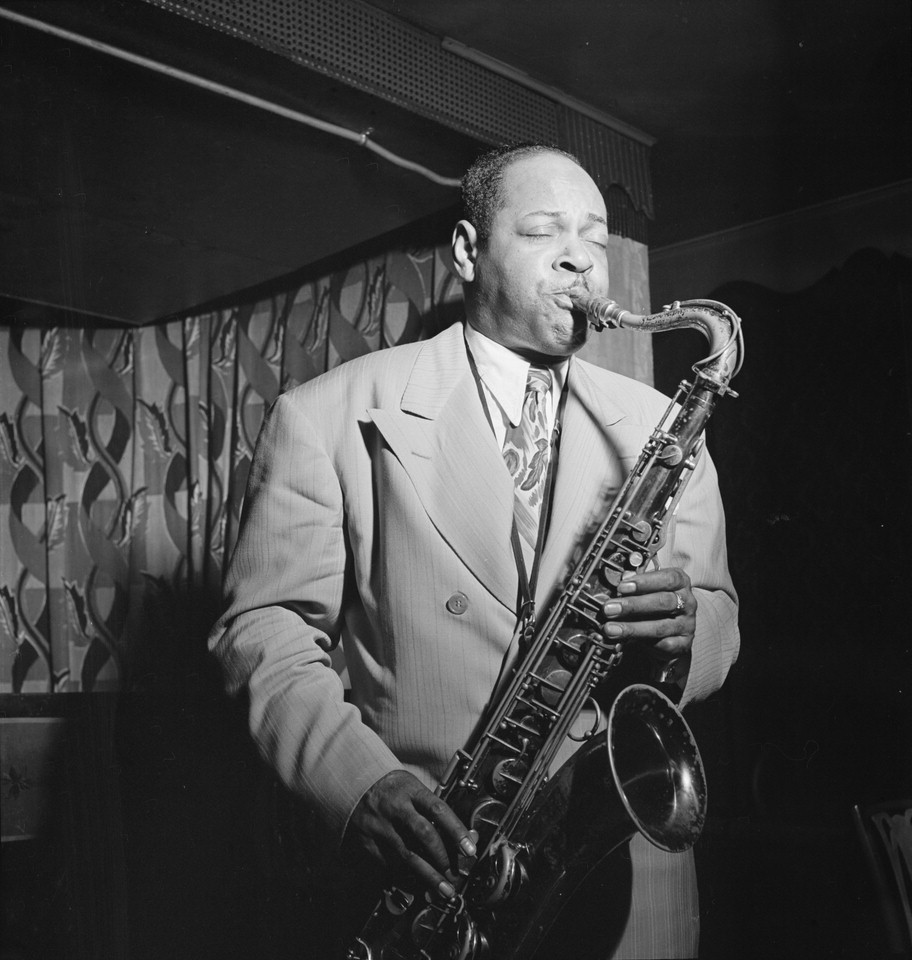
Coleman Hawkins

- Coleman Collins, cestista statunitense
- Coleman Francis, regista, attore e produttore cinematografico statunitense
- Coleman Hawkins, sassofonista statunitense
- Coleman Young, politico statunitense

### Altre varianti
- Coloman Braun-Bogdan, allenatore di calcio e calciatore rumeno
- Colmanno di Stockerau, santo irlandese
- Colomanno d'Ungheria, re d'Ungheria
- Koloman Gögh, calciatore e allenatore di calcio slovacco
- Colmán Már, sovrano irlandese
- Koloman Moser, pittore, designer e decoratore austriaco
- Colmán Rímid, sovrano irlandese

## Il nome nelle arti
- Coleman Silk, protagonista del romanzo di Philip Roth, La macchia umana.